# Discographie d'Ariana Grande
La discographie d'Ariana Grande, actrice et auteure-compositrice-interprète américaine, se compose de sept albums studios, un album live et deux EP de chansons de Noël.
Ariana Grande publie son premier album en 2013, Yours Truly, qui se classe n°1 aux États-Unis. Elle sort ensuite six albums studios : My Everything (2014), Dangerous Woman (2016), Sweetener (2018), Thank U, Next (2019), Positions (2020) et Eternal Sunshine (2025). Six de ses sept albums studio atteignent la première place du Billboard 200 américain.
Certaines de ses chansons se sont classées n°1 dans plusieurs pays, comme Problem, Thank U, Next, 7 Rings, Break Up with Your Girlfriend, I'm Bored, Stuck with U, Rain on Me, Positions, Yes, And? et We Can't Be Friends (Wait for Your Love).

## Albums

### Albums studio
| Album                                       | Classements | Classements | Classements | Classements | Classements | Classements | Classements | Classements | Classements | Classements | Classements | Classements | Classements | Classements | Classements | Classements | Certifications                                               |
| Album                                       | É-U         | CAN         | R-U         | IRL         | FRA         | ESP         | ITA         | SUI         | BE/W        | BE/F        | P-B         | ALL         | AUT         | SUE         | AUS         | N-Z         | Certifications                                               |
| ------------------------------------------- | ----------- | ----------- | ----------- | ----------- | ----------- | ----------- | ----------- | ----------- | ----------- | ----------- | ----------- | ----------- | ----------- | ----------- | ----------- | ----------- | ------------------------------------------------------------ |
| Yours Truly - Label : Republic Records      | 1           | 2           | 7           | 6           | 183         | 45          | -           | 57          | 82          | 62          | 5           | -           | 53          | -           | 6           | 11          | : Platine : Platine : Or                                     |
| My Everything - Label : Republic Records    | 1           | 1           | 3           | 2           | 18          | 3           | 4           | 2           | 11          | 1           | 3           | 5           | 3           | 2           | 1           | 3           | : 4x Platine : 3x Platine : Platine : Platine : Or : Platine |
| Dangerous Woman - Label : Republic Records  | 2           | 2           | 1           | 1           | 8           | 1           | 1           | 3           | 6           | 2           | 1           | 6           | 5           | 4           | 1           | 1           | : 2x Platine : 3x Platine : Platine : Platine : Or : Platine |
| Sweetener - Label : Republic Records        | 1           | 1           | 1           | 1           | 2           | 1           | 1           | 1           | 69          | 1           | 1           | 3           | 4           | 1           | 1           | 1           | : 2x Platine : 2x Platine : Platine : Or : Platine           |
| Thank U, Next - Label : Republic Records    | 1           | 1           | 1           | 1           | 3           | 3           | 2           | 2           | 3           | 1           | 2           | 3           | 1           | 1           | 1           | 1           | : 2x Platine : 3x Platine : Platine : Platine : Platine      |
| Positions - Label : Republic Records        | 1           | 1           | 1           | 1           | 8           | 5           | 8           | 4           | 5           | 3           | 2           | 7           | 5           | 3           | 2           | 1           | : Platine : Or : Platine : Or                                |
| Eternal Sunshine - Label : Republic Records | 1           |             |             |             |             |             |             |             |             |             |             |             |             |             |             |             | : Platine : Platine                                          |

### Albums Live
| Album                                               | Classements | Classements | Classements | Classements | Classements | Classements | Classements | Classements | Classements | Classements | Classements | Classements | Classements | Classements | Classements | Classements | Certifications |
| Album                                               | É-U         | CAN         | R-U         | IRL         | FRA         | ESP         | ITA         | SUI         | BE/W        | BE/F        | P-B         | ALL         | AUT         | SUE         | AUS         | N-Z         | Certifications |
| --------------------------------------------------- | ----------- | ----------- | ----------- | ----------- | ----------- | ----------- | ----------- | ----------- | ----------- | ----------- | ----------- | ----------- | ----------- | ----------- | ----------- | ----------- | -------------- |
| K Bye for Now (SWT Live) - Label : Republic Records | 79          | -           | -           | -           | 109         | -           | -           | 93          | -           | -           | 57          | -           | -           | -           | 89          | -           |                |

### EP
| Album                                        | Classements | Classements | Classements | Classements | Classements | Classements | Classements | Classements | Classements | Classements | Classements | Classements | Classements | Classements | Classements | Classements | Certifications |
| Album                                        | É-U         | CAN         | R-U         | IRL         | FRA         | ESP         | ITA         | SUI         | BE/W        | BE/F        | P-B         | ALL         | AUT         | SUE         | AUS         | N-Z         | Certifications |
| -------------------------------------------- | ----------- | ----------- | ----------- | ----------- | ----------- | ----------- | ----------- | ----------- | ----------- | ----------- | ----------- | ----------- | ----------- | ----------- | ----------- | ----------- | -------------- |
| Christmas Kisses - Label : Republic Records  | -           | 82          | -           | -           | -           | -           | -           | -           | -           | -           | -           | -           | -           | -           | -           | 30          |                |
| Christmas & Chill - Label : Republic Records | 34          | 43          | -           | -           | -           | -           | -           | -           | -           | -           | -           | -           | -           | 30          | 49          | -           |                |

### Compilations
| Album                        | Classements                | Classements                | Classements                | Classements                | Classements                | Classements                | Classements                | Classements                | Classements                | Classements                | Classements                | Classements                | Classements                | Classements                | Classements                | Classements                | Certifications |
| Album                        | É-U                        | CAN                        | R-U                        | IRL                        | FRA                        | ESP                        | ITA                        | SUI                        | BE/W                       | BE/F                       | P-B                        | ALL                        | AUT                        | SUE                        | AUS                        | N-Z                        | Certifications |
| ---------------------------- | -------------------------- | -------------------------- | -------------------------- | -------------------------- | -------------------------- | -------------------------- | -------------------------- | -------------------------- | -------------------------- | -------------------------- | -------------------------- | -------------------------- | -------------------------- | -------------------------- | -------------------------- | -------------------------- | -------------- |
| The Best - Label : Universal | Sorti uniquement au Japon. | Sorti uniquement au Japon. | Sorti uniquement au Japon. | Sorti uniquement au Japon. | Sorti uniquement au Japon. | Sorti uniquement au Japon. | Sorti uniquement au Japon. | Sorti uniquement au Japon. | Sorti uniquement au Japon. | Sorti uniquement au Japon. | Sorti uniquement au Japon. | Sorti uniquement au Japon. | Sorti uniquement au Japon. | Sorti uniquement au Japon. | Sorti uniquement au Japon. | Sorti uniquement au Japon. |                |

#### Compilations de remixes
| Album                         | Classements                | Classements                | Classements                | Classements                | Classements                | Classements                | Classements                | Classements                | Classements                | Classements                | Classements                | Classements                | Classements                | Classements                | Classements                | Classements                | Certifications |
| Album                         | É-U                        | CAN                        | R-U                        | IRL                        | FRA                        | ESP                        | ITA                        | SUI                        | BE/W                       | BE/F                       | P-B                        | ALL                        | AUT                        | SUE                        | AUS                        | N-Z                        | Certifications |
| ----------------------------- | -------------------------- | -------------------------- | -------------------------- | -------------------------- | -------------------------- | -------------------------- | -------------------------- | -------------------------- | -------------------------- | -------------------------- | -------------------------- | -------------------------- | -------------------------- | -------------------------- | -------------------------- | -------------------------- | -------------- |
| The Remix - Label : Universal | Sorti uniquement au Japon. | Sorti uniquement au Japon. | Sorti uniquement au Japon. | Sorti uniquement au Japon. | Sorti uniquement au Japon. | Sorti uniquement au Japon. | Sorti uniquement au Japon. | Sorti uniquement au Japon. | Sorti uniquement au Japon. | Sorti uniquement au Japon. | Sorti uniquement au Japon. | Sorti uniquement au Japon. | Sorti uniquement au Japon. | Sorti uniquement au Japon. | Sorti uniquement au Japon. | Sorti uniquement au Japon. |                |

## Singles

### Années 2010
| Année | Single                                                           | Classements | Classements | Classements | Classements | Classements | Classements | Classements | Classements | Classements | Classements | Classements | Classements | Classements | Classements | Classements | Classements | Album                   |
| Année | Single                                                           | É-U         | CAN         | R-U         | IRL         | FRA         | ESP         | ITA         | SUI         | BE/W        | BE/F        | P-B         | ALL         | AUT         | SUE         | AUS         | N-Z         | Album                   |
| ----- | ---------------------------------------------------------------- | ----------- | ----------- | ----------- | ----------- | ----------- | ----------- | ----------- | ----------- | ----------- | ----------- | ----------- | ----------- | ----------- | ----------- | ----------- | ----------- | ----------------------- |
| 2011  | Put Your Hearts Up                                               | -           | -           | -           | -           | -           | -           | -           | -           | -           | -           | -           | -           | -           | -           | -           | -           |                         |
| 2012  | Popular Song (avec Mika)                                         | 87          | -           | -           | -           | -           | -           | -           | -           | -           | -           | 92          | -           | -           | -           | 71          | -           | The Origin of Love      |
| 2013  | The Way (avec Mac Miller)                                        | 9           | 33          | 41          | 51          | -           | -           | -           | -           | -           | -           | 22          | -           | -           | -           | 37          | 31          | Yours Truly             |
| 2013  | Baby I                                                           | 21          | 57          | -           | -           | -           | -           | -           | -           | -           | -           | 39          | -           | -           | -           | 67          | -           | Yours Truly             |
| 2013  | Right There (avec Big Sean)                                      | 84          | -           | -           | -           | -           | -           | -           | -           | -           | -           | -           | -           | -           | -           | 51          | -           | Yours Truly             |
| 2013  | Last Christmas                                                   | 96          | -           | 92          | -           | -           | -           | -           | -           | -           | -           | 59          | -           | -           | -           | -           | -           | Christmas Kisses        |
| 2013  | Love Is Everything                                               | -           | -           | -           | -           | -           | -           | -           | -           | -           | -           | 89          | -           | -           | -           | -           | -           | Christmas Kisses        |
| 2013  | Snow in California                                               | -           | -           | -           | -           | -           | -           | -           | -           | -           | -           | 93          | -           | -           | -           | -           | -           | Christmas Kisses        |
| 2013  | Santa Baby (avec Elizabeth Gillies)                              | -           | -           | -           | -           | -           | -           | -           | 77          | -           | -           | 53          | -           | -           | -           | -           | -           | Christmas Kisses        |
| 2014  | Problem (avec Iggy Azalea)                                       | 2           | 3           | 1           | 1           | 14          | 11          | 12          | 8           | 11          | 15          | 10          | 19          | 16          | 5           | 2           | 1           | My Everything           |
| 2014  | Break Free (avec Zedd)                                           | 4           | 5           | 16          | 9           | 27          | 9           | 16          | 15          | 17          | 17          | 6           | 12          | 5           | 6           | 3           | 5           | My Everything           |
| 2014  | Bang Bang (avec Jessie J et Nicki Minaj)                         | 3           | 3           | 1           | 3           | 47          | 12          | 47          | 21          | 28          | 14          | 7           | 13          | 12          | 15          | 4           | 4           | My Everything           |
| 2014  | Love Me Harder (avec The Weeknd)                                 | 7           | 10          | 48          | 33          | 27          | 54          | 17          | 40          | 43          | 45          | 12          | 35          | 29          | 26          | 19          | 28          | My Everything           |
| 2014  | Santa Tell Me                                                    | 5           | 8           | 11          | 11          | 25          | 39          | 11          | 5           | 28          | 18          | 3           | 10          | 7           | 4           | 5           | 6           | Christmas Kisses        |
| 2015  | One Last Time                                                    | 13          | 12          | 2           | 15          | 10          | 45          | 6           | 25          | 10          | 22          | 11          | 60          | 55          | 22          | 15          | 22          | My Everything           |
| 2015  | Adore (avec Cashmere Cat)                                        | 93          | -           | -           | -           | -           | -           | -           | -           | -           | -           | -           | -           | -           | -           | -           | -           | 9                       |
| 2015  | E Più Ti Penso (avec Andrea Bocelli)                             | -           | -           | -           | -           | -           | -           | -           | -           | -           | -           | -           | -           | -           | -           | -           | -           | Cinema                  |
| 2015  | Focus                                                            | 7           | 8           | 10          | 14          | 29          | 22          | 8           | 16          | 33          | 14          | 9           | 18          | 9           | 14          | 10          | 16          | Dangerous Woman         |
| 2015  | Boys Like You (avec Who Is Fancy et Meghan Trainor)              | -           | -           | -           | -           | -           | -           | -           | -           | -           | -           | 89          | -           | -           | -           | -           | 26          |                         |
| 2016  | Over and Over Again (avec Nathan Sykes)                          | -           | -           | -           | -           | -           | -           | -           | -           | -           | -           | 89          | -           | -           | -           | -           | 26          | Unfinished Business     |
| 2016  | Dangerous Woman                                                  | 8           | 10          | 17          | 24          | 36          | 51          | 19          | 23          | 33          | 31          | 21          | 30          | 21          | 30          | 18          | 16          | Dangerous Woman         |
| 2016  | Into You                                                         | 13          | 13          | 14          | 12          | 64          | 55          | 29          | 34          | -           | 29          | 21          | 49          | 46          | 31          | 11          | 9           | Dangerous Woman         |
| 2016  | Side to Side (avec Nicki Minaj)                                  | 4           | 4           | 4           | 5           | 66          | 26          | 28          | 21          | 15          | 23          | 11          | 24          | 22          | 13          | 3           | 2           | Dangerous Woman         |
| 2016  | My Favorite Part (avec Mac Miller)                               | -           | -           | -           | -           | -           | -           | -           | -           | -           | -           | -           | -           | -           | -           | -           | -           | The Divine Feminine     |
| 2016  | Faith (avec Stevie Wonder)                                       | -           | -           | -           | -           | 102         | -           | -           | -           | -           | -           | -           | -           | -           | -           | -           | -           | Tous en scène           |
| 2017  | Everyday (avec Future)                                           | 55          | 54          | -           | 88          | -           | -           | -           | -           | 38          | -           | -           | -           | -           | -           | 96          | -           | Dangerous Woman         |
| 2017  | Beauty and the Beast (avec John Legend)                          | 87          | 70          | 52          | 99          | 120         | -           | -           | -           | -           | -           | -           | -           | -           | -           | 64          | -           | La Belle et la Bête     |
| 2017  | Heatstroke (avec Calvin Harris, Young Thug et Pharrell Williams) | 96          | 53          | 25          | 33          | 107         | -           | -           | 40          | -           | -           | -           | 85          | 64          | 64          | 23          | -           | Funk Wav Bounces Vol. 1 |
| 2017  | Quit (avec Cashmere Cat)                                         | -           | 100         | -           | 62          | -           | -           | -           | -           | -           | -           | 81          | -           | -           | -           | -           | -           | 9                       |
| 2018  | No Tears Left to Cry                                             | 3           | 2           | 2           | 2           | 13          | 9           | 6           | 2           | 13          | 5           | 4           | 2           | 2           | 10          | 1           | 4           | Sweetener               |
| 2018  | Dance to This (avec Troye Sivan)                                 | -           | 85          | 64          | 59          | -           | -           | -           | -           | -           | -           | -           | -           | -           | 98          | 39          | -           | Bloom                   |
| 2018  | Bed (avec Nicki Minaj)                                           | 42          | 30          | 20          | 22          | 105         | 96          | 91          | 39          | -           | -           | 47          | 52          | 49          | 44          | 17          | 25          | Queen                   |
| 2018  | God Is a Woman                                                   | 8           | 5           | 4           | 4           | 38          | 35          | 27          | 9           | -           | 47          | 19          | 20          | 11          | 12          | 5           | 5           | Sweetener               |
| 2018  | Breathin                                                         | 12          | 15          | 8           | 5           | 70          | 45          | 33          | 14          | -           | 21          | 23          | 35          | 19          | 13          | 8           | 11          | Sweetener               |
| 2018  | Thank U, Next                                                    | 1           | 1           | 1           | 1           | 12          | 24          | 24          | 7           | 3           | 7           | 3           | 13          | 4           | 3           | 1           | 1           | Thank U, Next           |
| 2019  | 7 Rings                                                          | 1           | 1           | 1           | 1           | 2           | 5           | 5           | 1           | 6           | 4           | 4           | 4           | 2           | 1           | 1           | 1           | Thank U, Next           |
| 2019  | Break Up with Your Girlfriend, I'm Bored                         | 2           | 2           | 1           | 1           | 16          | 21          | 35          | 5           | 31          | 27          | 11          | 8           | 6           | 6           | 2           | 1           | Thank U, Next           |
| 2019  | Rule the World (avec 2 Chainz)                                   | 94          | 93          | -           | -           | -           | -           | -           | -           | -           | -           | -           | -           | -           | -           | -           | -           | Rap or Go to the League |
| 2019  | Monopoly (avec Victoria Monét)                                   | 69          | 38          | 23          | 15          | 146         | -           | -           | 85          | -           | -           | 76          | 98          | -           | 53          | 21          | 19          |                         |
| 2019  | Boyfriend (avec Social House)                                    | 8           | 5           | 4           | 3           | 53          | 64          | 57          | 13          | 18          | 33          | 30          | 23          | 17          | 18          | 4           | 7           | Everything Changed...   |
| 2019  | Don't Call Me Angel (avec Miley Cyrus et Lana Del Rey)           | 13          | 7           | 2           | 2           | 64          | 28          | 39          | 4           | 23          | 28          | 27          | 11          | 12          | 25          | 4           | 6           | Charlie's Angels        |
| 2019  | Good as Hell (avec Lizzo)                                        | -           | -           | -           | -           | -           | -           | -           | -           | -           | -           | 50          | -           | -           | 29          | -           | -           | Cuz I Love You          |

### Années 2020
| Année | Single                                                                    | Classements | Classements | Classements | Classements | Classements | Classements | Classements | Classements | Classements | Classements | Classements | Classements | Classements | Classements | Classements | Classements | Album                                              |
| Année | Single                                                                    | É-U         | CAN         | R-U         | IRL         | FRA         | ESP         | ITA         | SUI         | BE/W        | BE/F        | P-B         | ALL         | AUT         | SUE         | AUS         | N-Z         | Album                                              |
| ----- | ------------------------------------------------------------------------- | ----------- | ----------- | ----------- | ----------- | ----------- | ----------- | ----------- | ----------- | ----------- | ----------- | ----------- | ----------- | ----------- | ----------- | ----------- | ----------- | -------------------------------------------------- |
| 2020  | Stuck with U (avec Justin Bieber)                                         | 1           | 1           | 4           | 2           | 29          | 34          | 23          | 7           | 11          | 16          | 3           | 19          | 8           | 8           | 3           | 2           |                                                    |
| 2020  | Rain on Me (avec Lady Gaga)                                               | 1           | 1           | 1           | 1           | 12          | 8           | 5           | 5           | 10          | 5           | 9           | 9           | 8           | 8           | 2           | 2           | Chromatica                                         |
| 2020  | Positions                                                                 | 1           | 1           | 1           | 1           | 20          | 23          | 18          | 5           | 6           | 14          | 6           | 9           | 7           | 10          | 1           | 1           | Positions                                          |
| 2020  | 34+35 (avec Doja Cat et Megan Thee Stallion                               | 2           | 5           | 3           | 4           | 86          | 78          | 82          | 33          | -           | -           | 32          | 59          | 40          | 34          | 5           | 3           | Positions                                          |
| 2020  | Oh Santa! (avec Mariah Carey et Jennifer Hudson)                          | 76          | 60          | 50          | 70          | -           | -           | -           | 90          | -           | -           | -           | 53          | -           | 64          | -           | -           | Mariah Carey's Magical Christmas Special           |
| 2021  | POV                                                                       | 27          | 31          | 19          | 16          | 136         | -           | -           | 81          | -           | -           | 65          | -           | -           | 83          | 29          | 19          | Positions                                          |
| 2021  | Met Him Last Night (avec Demi Lovato)                                     | 61          | 48          | 44          | 32          | -           | -           | -           | 88          | -           | -           | -           | -           | -           | -           | 52          | -           | Dancing with the Devil... the Art of Starting Over |
| 2021  | Save Your Tears (avec The Weeknd)                                         | 1           | 1           | -           | -           | -           | -           | -           | -           | -           | -           | -           | -           | -           | 64          | -           | -           | After Hours                                        |
| 2021  | It Was a... (Masked Christmas) (avec Jimmy Fallon et Megan Thee Stallion) | -           | -           | -           | -           | -           | -           | -           | -           | -           | -           | -           | -           | -           | -           | -           | -           |                                                    |
| 2022  | Santa, Can't You Hear Me (avec Kelly Clarkson)                            | 76          | 71          | 34          | 26          | -           | -           | -           | 35          | -           | -           | -           | 48          | 59          | -           | -           | -           | When Christmas Comes Around...                     |
| 2023  | Die for You (avec The Weeknd)                                             | 1           | 2           | -           | -           | -           | -           | -           | -           | 40          | 42          | -           | -           | -           | 8           | -           | 2           | Starboy                                            |
| 2024  | Yes, and?                                                                 | 1           | 1           | 2           | 5           | 4           | 13          | 19          | 1           | 12          | 6           | 2           | 8           | 3           | 6           | 2           | 3           | Eternal Sunshine                                   |
| 2024  | We Can't Be Friends (Wait for Your Love)                                  | -           | -           | -           | -           | -           | -           | -           | -           | -           | -           | -           | -           | -           | -           | -           | -           | Eternal Sunshine                                   |
| 2024  | The boy is mine                                                           | -           | -           | -           | -           | -           | -           | -           | -           | -           | -           | -           | -           | -           | -           | -           | -           | Eternal Sunshine                                   |

## Collaborations
| Année | Titre                        | Artiste en featuring                                                                                         | Nationalité de l'artiste | Album                                                  |
| ----- | ---------------------------- | --- | ------------------------ | ------------------------------------------------------ |
| 2012  | Popular Song                 | MIKA | -                        | Yours Truly                                            |
| 2013  | Right There                  | Big Sean | Drapeau des États-Unis   | Yours Truly                                            |
| 2013  | The Way                      | Mac Miller                                                                                                   | Drapeau des États-Unis   | Yours Truly                                            |
| 2013  | Almost Is Never Enough       | Nathan Sykes                                                                                                 | Drapeau du Royaume-Uni   | Yours Truly                                            |
| 2013  | Santa Baby                   | Elizabeth "Liz" Gillies                                                                                      | Drapeau des États-Unis   | Christmas Kisses                                       |
| 2014  | Problem                      | Iggy Azalea                                                                                                  | Drapeau de l'Australie   | My Everything                                          |
| 2014  | Break Free                   | ZEDD | -                        | My Everything                                          |
| 2014  | Bang Bang                    | Jessie J et Nicki Minaj                                                                                      | et -                     | Sweet Talker                                           |
| 2014  | Best Mistake                 | Big Sean | Drapeau des États-Unis   | My Everything                                          |
| 2014  | Be My Baby                   | Cashmere Cat                                                                                                 | Drapeau de la Norvège    | My Everything                                          |
| 2014  | Break Your Heart Right Back  | Childish Gambino                                                                                             | Drapeau des États-Unis   | My Everything                                          |
| 2014  | Love Me Harder               | The Weeknd                                                                                                   | Drapeau du Canada        | My Everything                                          |
| 2014  | Hands On Me                  | A$AP Ferg | Drapeau des États-Unis   | My Everything                                          |
| 2014  | One Last Time (Attends-Moi)  | Kendji Girac                                                                                                 | Drapeau de la France     | My Everything                                          |
| 2014  | All My Love                  | Major Lazer                                                                                                  | Drapeau des États-Unis   | The Hunger Games: Mockingjay – Part 1 (film)           |
| 2014  | Get On Your Knees            | Nicki Minaj                                                                                                  | -                        | The Pinkprint                                          |
| 2015  | Research                     | Big Sean | Drapeau des États-Unis   | Dark Sky Paradise                                      |
| 2015  | Adore                        | Cashmere Cat                                                                                                 | Drapeau de la Norvège    | -                                                      |
| 2015  | E tiù ti penso               | Andrea Bocelli                                                                                               | Drapeau de l'Italie      | Cinema                                                 |
| 2015  | Boys Like You                | Who Is Fancy (en) et Meghan Trainor                                                                          | Drapeau des États-Unis   | -                                                      |
| 2016  | Over And Over Again          | Nathan Sykes                                                                                                 | Drapeau du Royaume-Uni   | -                                                      |
| 2016  | All My Love (French Version) | Major Lazer, The Shin Sekaï et Machel Montano                                                                | , et                     | -                                                      |
| 2016  | Side to Side                 | Nicki Minaj                                                                                                  | -                        | Dangerous Woman                                        |
| 2016  | Let Me Love You              | Lil Wayne | Drapeau des États-Unis   | Dangerous Woman                                        |
| 2016  | Leave Me Lonely              | Macy Gray | Drapeau des États-Unis   | Dangerous Woman                                        |
| 2016  | Everyday                     | Future | -                        | Dangerous Woman                                        |
| 2016  | Into You (Alex Ghenea Remix) | Mac Miller                                                                                                   | Drapeau des États-Unis   | -                                                      |
| 2016  | My Favorite Part             | Mac Miller                                                                                                   | Drapeau des États-Unis   | -                                                      |
| 2016  | Faith                        | Stevie Wonder                                                                                                | Drapeau des États-Unis   | Tous en scène (film)                                   |
| 2016  | Die for You                  | The Weeknd                                                                                                   | Drapeau du Canada        | Starboy                                                |
| 2017  | Beauty and the Beast         | John Legend                                                                                                  | Drapeau des États-Unis   | La Belle et la Bête (film)                             |
| 2017  | Heatstroke                   | Calvin Harris, Young Thug et Pharrell Williams                                                               | et                       | -                                                      |
| 2017  | Quit                         | Cashmere Cat                                                                                                 | Drapeau de la Norvège    | 9                                                      |
| 2018  | Arturo Sandoval              | Arturo Sandoval et Pharrell Williams                                                                         | et                       | -                                                      |
| 2018  | Bed                          | Nicki Minaj                                                                                                  | -                        | Queen                                                  |
| 2018  | blazed                       | Pharrell Williams                                                                                            | Drapeau des États-Unis   | Sweetener                                              |
| 2018  | the light is coming          | Nicki Minaj                                                                                                  | -                        | Sweetener                                              |
| 2018  | borderline                   | Missy Elliott                                                                                                | Drapeau des États-Unis   | Sweetener                                              |
| 2018  | Dance To This                | Troye Sivan                                                                                                  | -                        | Bloom                                                  |
| 2019  | 7 Rings (Remix)              | 2 Chainz | Drapeau des États-Unis   | -                                                      |
| 2019  | Rule The World               | 2 Chainz | Drapeau des États-Unis   | Rap or Go to the League                                |
| 2019  | MONOPOLY                     | Victoria Monét                                                                                               | Drapeau des États-Unis   | -                                                      |
| 2019  | Good as Hell                 | Lizzo | Drapeau des États-Unis   | Cuz I Love You (Super Deluxe)                          |
| 2019  | boyfriend                    | Social House                                                                                                 | Drapeau des États-Unis   | -                                                      |
| 2019  | You Don't Own Me             | Kristin Chenoweth                                                                                            | Drapeau des États-Unis   | For The Girls                                          |
| 2019  | A Hand For Mrs. Claus        | Idina Menzel                                                                                                 | Drapeau des États-Unis   | Christmas : A Season Of Love                           |
| 2019  | Bad To You                   | Normani et Nicki Minaj                                                                                       | et -                     | Charlie's Angels (film)                                |
| 2019  | Don't Call Me Angel          | Miley Cyrus et Lana Del Rey                                                                                  | Drapeau des États-Unis   | Charlie's Angels (film)                                |
| 2019  | Nobody                       | Chaka Khan                                                                                                   | Drapeau des États-Unis   | Charlie's Angels (film)                                |
| 2019  | Got Her Own                  | Victoria Monét                                                                                               | Drapeau des États-Unis   | Charlie's Angels (film)                                |
| 2020  | Stuck With U                 | Justin Bieber                                                                                                | Drapeau du Canada        | -                                                      |
| 2020  | Rain on Me                   | Lady Gaga | Drapeau des États-Unis   | Chromatica                                             |
| 2020  | Rain on Me (Remix)           | Lady Gaga et Ralphi Rosario (en)                                                                             | Drapeau des États-Unis   | -                                                      |
| 2020  | Rain on Me (Remix)           | Lady Gaga et Purple Disco Machine                                                                            | et                       | -                                                      |
| 2020  | motive                       | Doja Cat | Drapeau des États-Unis   | Positions                                              |
| 2020  | off the table                | The Weeknd                                                                                                   | Drapeau du Canada        | Positions                                              |
| 2020  | safety net                   | Ty Dolla Sign                                                                                                | Drapeau des États-Unis   | Positions                                              |
| 2020  | 34+35 (Remix)                | Doja Cat et Megan Thee Stallion                                                                              | Drapeau des États-Unis   | Positions                                              |
| 2020  | Oh Santa!                    | Mariah Carey et Jennifer Hudson                                                                              | Drapeau des États-Unis   | -                                                      |
| 2021  | Met Him Last Night           | Demi Lovato                                                                                                  | Drapeau des États-Unis   | Dancing with the Devil... the Art of Starting Over     |
| 2021  | Save Your Tears (Remix)      | The Weeknd                                                                                                   | Drapeau du Canada        | -                                                      |
| 2021  | I Don't Do Drugs             | Doja Cat | Drapeau des États-Unis   | Planet Her                                             |
| 2021  | Rain on Me (Remix)           | Lady Gaga et Arca                                                                                            | et                       | Dawn Of Chromatica                                     |
| 2021  | Santa, Can't You Hear Me     | Kelly Clarkson                                                                                               | Drapeau des États-Unis   | When Christmas Comes Around                            |
| 2021  | Just Look Up                 | Kid Cudi | Drapeau des États-Unis   | Don't Look Up : Déni cosmique                          |
| 2021  | It Was A... Masked Christmas | Jimmy Fallon et Megan Thee Stallion                                                                          | Drapeau des États-Unis   | -                                                      |
| 2023  | Die for You (Remix)          | The Weeknd                                                                                                   | Drapeau du Canada        | Die For You                                            |
| 2024  | Yes, And? (Remix)            | Felix Jaehn                                                                                                  | Drapeau de l'Allemagne   | Yes, And? (Remixes)                                    |
| 2024  | Yes, And? (Remix)            | Jonas Blue                                                                                                   | Drapeau du Royaume-Uni   | Yes, And? (Remixes)                                    |
| 2024  | Yes, And? (Remix)            | The Blessed Madonna                                                                                          | Drapeau des États-Unis   | Yes, And? (Remixes)                                    |
| 2024  | Yes, And? (Remix)            | Mariah Carey                                                                                                 | Drapeau des États-Unis   | Yes, And? (Remix)                                      |
| 2024  | Ordinary Things              | Nonna (Marjorie Grande)                                                                                      | Drapeau des États-Unis   | Eternal Sunshine                                       |
| 2024  | Supernatural                 | Troye Sivan                                                                                                  | -                        | Eternal Sunshine                                       |
| 2024  | Time                         | Childish Gambino                                                                                             | Drapeau des États-Unis   | Atavista                                               |
| 2024  | the boy is mine (Remix)      | Brandy et Monica                                                                                             | Drapeau des États-Unis   | -                                                      |
| 2024  | Sympathy is a knife          | Charli XCX                                                                                                   | Drapeau du Royaume-Uni   | Brat and it's completely different but also still brat |
| 2024  | No One Mourns the Wicked     | Jeff Goldblum, Andy Nyman, Courtney Mae-Briggs, Sharon D. Clarke et Jenna Boyd (et les citoyens d'Oz)        | et                       | Wicked (film)                                          |
| 2024  | Dear Old Shiz                | chorale de Shiz                                                                                              | Shiz                     | Wicked (film)                                          |
| 2024  | What Is This Feeling ?       | Cynthia Erivo                                                                                                | Drapeau du Royaume-Uni   | Wicked (film)                                          |
| 2024  | Dancing Through Life         | Cynthia Erivo, Jonathan Bailey, Ethan Slater (en), Marissa Bode (en) (et les étudiants de Shiz)              | et                       | Wicked (film)                                          |
| 2024  | One Short Day                | Cynthia Erivo, Michael Mccorry Rose, Idina Menzel, Kristin Chenoweth (et les citoyens de la Cité d'Émeraude) | et                       | Wicked (film)                                          |
| 2024  | Defying Gravity              | Cynthia Erivo (et les citoyens d'Oz)                                                                         | Drapeau du Royaume-Uni   | Wicked (film)                                          |

,

## Clips vidéo
Note : Cette liste présente les clips vidéos d'Ariana Grande en tant que chanteuse. Pour la liste de ses clips vidéos en tant qu'actrice voir sa filmographie.
| Année | Titre                                                                                                  | Réalisateur(s)                  |
| ----- | --- | ------------------------------- |
| 2011  | Put Your Hearts Up                                                                                     | Jeremy Alter                    |
| 2012  | Popular Song (clip vidéo de Mika)                                                                      | Chris Marrs Piliero             |
| 2013  | The Way (avec Mac Miller)                                                                              | Jones Crow                      |
| 2013  | Almost Is Never Enough (avec Nathan Sykes des The Wanted)                                              | Nev Todorovic                   |
| 2013  | Baby I                                                                                                 | Ryan Pallotta                   |
| 2013  | Right There (avec Big Sean)                                                                            | Nev Todorovic                   |
| 2014  | Problem (avec Iggy Azalea) (vidéo avec les paroles)                                                    | Jones Crow                      |
| 2014  | Problem (avec Iggy Azalea)                                                                             | Nev Todorovic                   |
| 2014  | Break Free (avec Zedd)                                                                                 | Chris Marrs Piliero             |
| 2014  | Bang Bang (clip vidéo de Jessie J avec Nicki Minaj)                                                    | Hannah Lux Davis                |
| 2014  | Don’t Be Gone Too Long (clip vidéo de Chris Brown)                                                     | Chris Brown                     |
| 2014  | Love Me Harder (avec The Weeknd)                                                                       | Hannah Lux Davis                |
| 2014  | Santa Tell Me                                                                                          | Alfredo Flores et Jones Crow    |
| 2015  | One Last Time                                                                                          | Max Landis                      |
| 2015  | E Più Ti Penso (clip vidéo de Andrea Bocelli)                                                          | Gaetano Morbioli                |
| 2015  | Focus                                                                                                  | Hannah Lux Davis                |
| 2015  | Boys Like You (clip vidéo de Who is Fancy avec Meghan Trainor)                                         | Ryan Maloney                    |
| 2016  | Dangerous Woman (à cappella)                                                                           | The Young Astronauts            |
| 2016  | Dangerous Woman                                                                                        | The Young Astronauts            |
| 2016  | Let Me Love You (avec Lil Wayne)                                                                       | Grant Singer                    |
| 2016  | Into You                                                                                               | Hannah Lux Davis                |
| 2016  | Side to Side (avec Nicki Minaj)                                                                        | Hannah Lux Davis                |
| 2016  | My Favorite Part (clip vidéo de Mac Miller)                                                            | Luis Perez                      |
| 2016  | Faith (clip vidéo de Stevie Wonder)                                                                    | Alan Bibby                      |
| 2017  | Everyday (avec Furure) (vidéo avec les paroles)                                                        | Chris Marrs Piliero             |
| 2017  | Everyday (avec Future)                                                                                 | Chris Marrs Piliero             |
| 2017  | Beauty and the Beast (avec John Legend)                                                                | Dave Mayers                     |
| 2018  | No Tears Left to Cry                                                                                   | Dave Mayers                     |
| 2018  | No Tears Left to Cry (vidéo verticale)                                                                 | Dave Mayers                     |
| 2018  | The Light Is Coming (avec Nicki Minaj)                                                                 | Dave Mayers                     |
| 2018  | Bed (clip vidéo de Nicki Minaj)                                                                        | Hype Williams                   |
| 2018  | God Is a Woman (vidéo avec les paroles)                                                                | Chris Shelley                   |
| 2018  | God Is a Woman                                                                                         | Dave Mayers                     |
| 2018  | Dance to This (clip vidéo de Troye Sivan)                                                              | Bardia Zeinali                  |
| 2018  | Breathin                                                                                               | Hannah Lux Davis                |
| 2018  | Thank U, Next                                                                                          | Hannah Lux Davis                |
| 2019  | 7 Rings                                                                                                | Hannah Lux Davis                |
| 2019  | Break Up with Your Girlfriend, i'm Bored                                                               | Hannah Lux Davis                |
| 2019  | Rule The World (clip vidéo de 2 Chainz)                                                                | Sebastian Sdaigui               |
| 2019  | Monopoly (avec Victoria Monét)                                                                         | Alfredo Flores et Ricky Alvarez |
| 2019  | In My Head (reprise de Vogue) (clip vidéo de Vogue) (vidéo de performance)                             | Bardia Zeinali                  |
| 2019  | Boyfriend (avec Social House)                                                                          | Hannah Lux Davis                |
| 2019  | Don't Call Me Angel (avec Miley Cyrus et Lana Del Rey)                                                 | Hannah Lux Davis                |
| 2020  | Stuck with U (avec Justin Bieber) (vidéo de collecte de fonds)                                         | Katia Temkin                    |
| 2020  | Stuck with U (clip vidéo de Justin Bieber) (scènes de bal)                                             | Katia Temkin                    |
| 2020  | Stuck with U (clip vidéo de Justin Bieber) (édition de la fête des mères) (vidéo de collecte de fonds) | Katia Temkin                    |
| 2020  | Rain on Me (clip vidéo de Lady Gaga)                                                                   | Robert Rodriguez                |
| 2020  | positions                                                                                              | Dave Meyers                     |
| 2020  | 34+35                                                                                                  | Director X                      |
| 2021  | 34+35 remix (avec Doja Cat et Megan Thee Stallion)                                                     | Stefan Kohli                    |
| 2024  | Yes, And?                                                                                              | Christian Breslauer             |
| 2024  | We Can't Be Friends (Wait for Your Love)                                                               | Christian Breslauer             |